# Аморгос
Аморго̀с (на гръцки: Αμοργός) е гръцки остров, в южната част на Бяло море. Най-източният от островите на архипелага Циклади, относително близо до архипелага Додеканези.
На острова се добива боксит.

## История

### Средновековие
Островът е превзет по време на Четвъртия кръстоносен поход (1204 г.) от венецианското семейство Гизи (1204). През 1260 е взет от Византия, но през 1269 г. семейство Гизи го вземат обратно. През 1310 г. флотът на хоспиталиерите от Родос разбива до остров Аморгос османския флот. От 1370 г. Аморгос се управлява от Венеция. Превзет от османците през 1537 г.

### В наши дни
На 9 юли 1956 г. на Аморгос е регистрирано катастрофално земетресение с магнитуд М=7.5 по скалата на Рихтер с епицентър село Потамос в северозападната част на острова. Унищожени са 529 жилища, 1482 са претърпели сериозни щети, а 1750 са претърпели леки щети. 53 души са убити и 100 са ранени. Най-силно земетресението е усетено в Потамос (интензитет IX). На Санторини в Ия, Фира, Имеровигли – VIII+, в Мегалохори, Пирго, Епископи – VIII. На Парос в Парикия и Науса  – VIII.
Земетресението причинява 25 метрова приливна вълна цунами в югоизточните части на Аморгос. На съседните острови също са регистрирани вълни цунами – 20 метрово на североизточния бряг на Астипалея, 10 метрово на Фолегандрос и по-малки по островите на югозападния малоазийски бряг.